# Magyar Képzőművészeti Egyetem
A Magyar Képzőművészeti Egyetem (rövidítve: MKE, ritkábban "Nagyképző") a magyarországi képzőművészeti felsőoktatás országos központja, állami egyetem Budapest VI. kerületében, az Andrássy út 69–71. szám alatt. A tanintézmény 1871-ben Magyar Királyi Mintarajztanoda és Rajztanárképezde néven alakult meg, 1908-tól Magyar Királyi Képzőművészeti Főiskola, 1945-től Magyar Képzőművészeti Főiskola néven működött, mai nevét 2000 óta viseli.

## Története
A magyarországi képzőművészeti felsőoktatás megszervezésének igénye a 19. század közepére, a nemzeti romantika megerősödésével vált sürgetővé. Addig magyar képzőművészek csak külhoni akadémiákon, tanintézményekben képezhették magukat, s mind fontosabb kérdéssé vált egy nemzeti művészeti tanintézet felállítása. Az 1861-ben megalakult Országos Magyar Képzőművészeti Társulat, s ezen belül is Kelety Gusztáv festő és műkritikus állt a kezdeményezés élére. Ennek köszönhetően nyílt meg 1871 októberében, egy bérelt terézvárosi házban a mai egyetem jogelődje, a képzőművészeket és rajztanárokat képző Országos Magyar Királyi Mintarajztanoda és Rajztanárképezde. A Keleti igazgatta intézmény első tanárai közé tartozott Székely Bertalan és Schulek Frigyes.

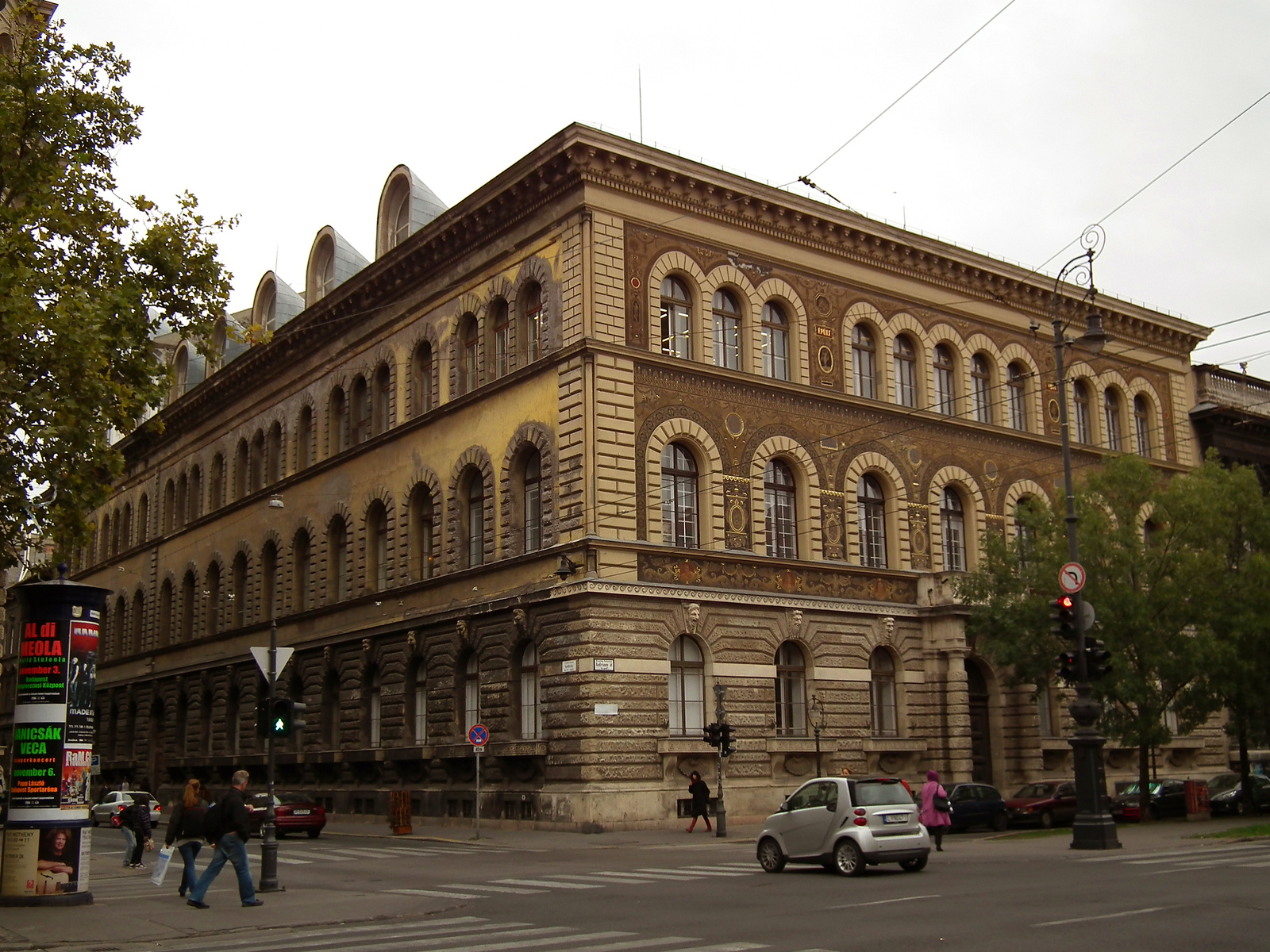
Az egyetem épülete az Izabella utca sarkán

A kis hallgatói létszámmal induló Mintarajztanoda hamar kinőtte a terézvárosi épületet, így az Országos Magyar Képzőművészeti Társulat elhatározta egy önálló, tanításra és kiállításra egyaránt alkalmas székház megépítését. Végül mai helyén, a korabeli Epreskertben, a Sugárúton (Andrássy úton) 1876-ra készült el a 71. szám alatti épület Rauscher Lajos és Kolbenheyer Ferenc, a 69. szám alatti központi épület pedig 1877 novemberére Láng Adolf tervei alapján, Lotz Károly belső freskóival és Róth Miksa színes ablakaival. A Mintarajztanodának és az Országos Magyar Képzőművészeti Társulat Műcsarnokának is helyet adó, ma ismert épületegyüttes neoreneszánsz stílusban épült fel. Az intézmény az elkövetkezendő évtizedekben egyre szélesebb körű képzést nyújtott, s intézményei mind több epreskerti épületre kiterjedtek (Festészeti Mesteriskola, Szobrászati Mesteriskola, Női Festőiskola stb.). 1896-ban kivált belőle az Iparművészeti Iskola, a mai Moholy-Nagy Művészeti Egyetem jogelődje.
1920-ban Lyka Károly vezetésével oktatási reformot hajtottak végre. A mesteriskolákat összevonták, s a tanárképzés helyett a művészképzésre helyezték a hangsúlyt. A második világháborút követően az immár Magyar Képzőművészeti Főiskola néven működő intézményben az iparművészképzés végleg megszűnt, a képzőművészeti szakok viszont differenciálódtak (freskó-, mozaikfestés, gobelintervezés stb.) és elindult a restaurátorok képzése. 1971-ben az intézmény egyetemi rangot kapott, később megindult a díszlet- és jelmeztervezői, majd a látványtervezői szak is.
A tanintézmény története során a rektorok mellett a tanári kart is koruk elismert képzőművészei erősítették, gyakran olyan alkotók, akiknek híre külföldön éppúgy ismert, mint idehaza. Az 1948–1991 közötti időszakban a pártállami berendezkedés befolyásolta az intézmény oktatóinak kiválasztását.
Híres oktatók: a festő-grafikus Ferenczy Károly, Vaszary János, Olgyai Viktor, Berény Róbert, Kmetty János, Bernáth Aurél, Fónyi Géza, Barcsay Jenő, Hincz Gyula, Koffán Károly, Gerzson Pál, a szobrászok közül Ferenczy Béni, Bencsik István, Farkas Ádám, Jovánovics György.
Híres tanítványok: Szabados Jenő festő.

### Rektorai 1871-től napjainkig
| - 1871–1902: Kelety Gusztáv festő - 1902–1905: Székely Bertalan festő - 1905–1920: Szinyei Merse Pál festő - 1921–1923: Lyka Károly művészettörténész - 1923–1925: Csók István festő - 1925–1927: Glatz Oszkár festő - 1927–1931: Réti István festő - 1931–1932: Andreetti Károly építész - 1932–1935: Réti István festő - 1935–1937: Benkhard Ágost festő - 1937–1939: Meyer Antal iparművész - 1939–1940: Rudnay Gyula festő - 1940: Pilch Dezső festő - 1940–1941: Sidló Ferenc szobrász - 1941–1943: Pilch Dezső festő - 1943: Kandó László festő | - 1943–1945: Bory Jenő építész, szobrász - 1945: Varga Nándor Lajos grafikus, festő - 1945–1947: Kandó László festő - 1947–1949: Pátzay Pál szobrász - 1949–1956: Bortnyik Sándor festő, grafikus - 1956–1973: Domanovszky Endre festő - 1973–1985: Somogyi József szobrász - 1985–1989: Kiss István szobrász - 1990–1995: Sváby Lajos festő - 1995–2002: Szabados Árpád festő - 2002–2005: Farkas Ádám szobrász - 2005–2013: Kőnig Frigyes festő - 2013–2016: Somorjai-Kiss Tibor grafikus - 2016–2018: Csanádi Judit díszlettervező - 2018–2021 : Radák Eszter festő - 2021-: Erőss István grafikusművész |

## Szervezeti felépítése
A Magyar Képzőművészeti Egyetem főépülete Budapest VI. kerületében, az Andrássy út 69–71. szám alatt található, itt van az egyetem kiállítóterme, a Barcsay-terem is, továbbá 1949 óta az épületben működik a Budapest Bábszínház (korábban Állami Bábszínház) is. Az egyetem további intézményei az Epreskert néven is ismert épületkomplexum (VI. kerület, Kmetty György utca 26–28., öt épület kálváriával), valamint a Feszty-ház (VI. kerület, Bajza utca 39.). Az egyetem saját művésztelepe a Tihanyban található Somogyi József Művésztelep.

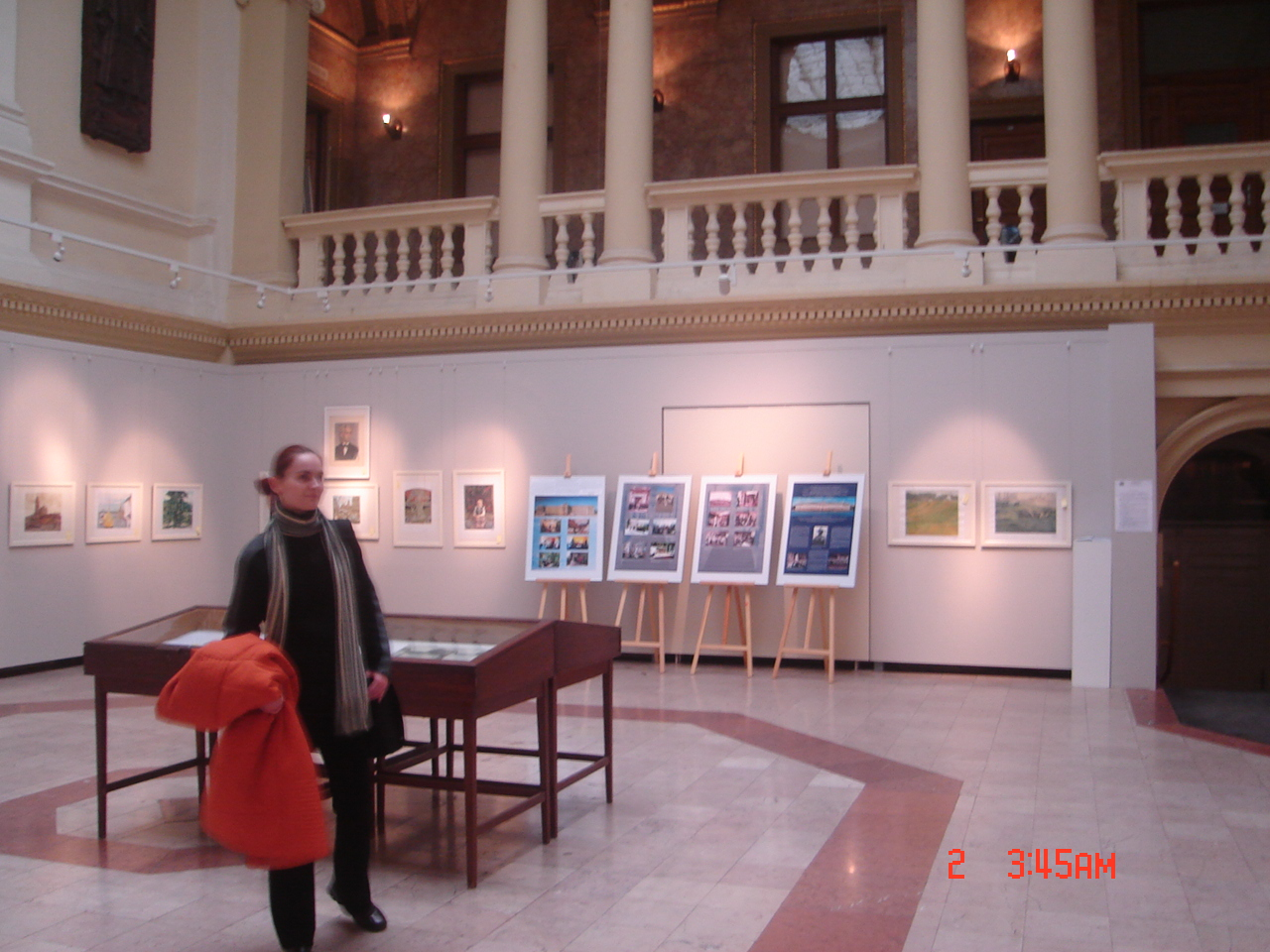
Az egyetem aulája

A tanszékek a következők: Festő Tanszék, Grafika Tanszék, Intermédia Tanszék, Képzőművészet-elmélet Tanszék, Látványtervező Tanszék, Restaurátor Tanszék, Tanárképző Tanszék, Művészetelméleti Tanszék, Művészeti Anatómia, Rajzi és Geometria Tanszék, Művészettörténet Tanszék, Vizuális Művészet Tanszék
A következő művészeti szakokra lehet jelentkezni:
- festőművész
- intermédia művész
- grafikusművész
- restaurátor művész
- szobrászművész
- képzőművészet-elmélet
- alkalmazott látványtervezés
- látványtervező művész
- képzőművész-tanár
- vizuális művészet
- képzőművész